# Barbus pobeguini
Barbus pobeguini är en fiskart som beskrevs av Pellegrin, 1911. Barbus pobeguini ingår i släktet Barbus och familjen karpfiskar. IUCN kategoriserar arten globalt som livskraftig. Inga underarter finns listade.